# Blockröstning
Blockröstning är ett valsystem där flera kandidater väljs från en valkrets genom majoritetsval.

## Länder som använder sig av blockröstning
- Kuwait
- Laos
- Libanon
- Mongoliet
- Syrien